# 巴拉機場 (巴西)
巴拉機場（葡萄牙語：Aeroporto de Barra），是一座位於巴西巴伊亞州巴拉市鎮的通用機場，目前沒有定期航班營運，機場距離最近的巴拉市鎮僅有3公里（2英里）。

## 外部連結
- 巴西巴伊亞州州政府官網